# 高橋竹童
高橋竹童（たかはし ちくどう、本名 山田毅、1970年4月19日 - ）は三味線奏者。新潟県新潟市南区（旧 西蒲原郡月潟村）生まれ。
舞台度胸の良さと師・竹山ゆずりの音色の美しさ、そして若々しい豪快な演奏で知られ、目下、各地で活発に演奏活動を行っている。なお、最近は尺八をはじめ沖縄の三線、越中おわらの胡弓など他の楽器や音楽にも意欲的に挑戦を試みている。竹山流を担う三味線奏者の一人である。

## 人物・来歴
昭和45年、新潟県西蒲原郡月潟村（現 新潟市南区）に生まれる。
昭和54年、父親の影響で9歳より津軽三味線を始め、初代高橋竹山の直弟子である高橋竹栄に師事。早くからその素質を開花させ、翌年には新潟市音楽文化会館にて初舞台を踏む。
平成元年、19歳で津軽三味線の大家・初代高橋竹山に師事、最後の内弟子となる。
平成2年、20歳で胡弓を長谷川清二（富山県八尾町）に師事、翌年より胡弓弾きとして「風の盆」に参加する。また琉球三線フェスティバルへの出演を機に沖縄音楽に触れ、三線を照屋勝武（沖縄県石川市）に師事した。
平成6年、24歳で独立。ソロ活動を開始。
2006年（平成18年）音楽ユニット【Trinity】を結成。［メンバー／高橋竹童（津軽三味線・胡弓他）、丸田美紀（箏・二十弦）、和田啓（打楽器・作曲・演出）］
2009年（平成21年）6月20日に【Trinity】としての初アルバム【Trinity 高橋竹童】をリリース。ソロ活動と同時に【Trinity】としてもライブハウスを始め全国で活躍中。
同年2009年10月　歌舞伎役者 中村勘太郎（六代目勘九郎）・中村七之助 兄弟、和太鼓奏者 林英哲と共に、錦秋特別公演【芯】に出演。全国9か所にて公演。
2011年（平成23年）10月　錦秋特別公演【芯】に再出演。全国9ヵ所にて公演。
同年11月　音楽ユニット【Trinity】として、国際交流基金主宰の東南アジア公演ツアーに参加。（フィリピン・ベトナム）劇場公演に加え、現地大学にてワークショップを行う。
2012年（平成24年）5月　東日本大震災の復興支援として、役者・舞踊家の恋川純弥（元大衆演劇座長）と福島県いわき市にてチャリティーライブをスタート。以後月1回のチャリティーライブを続けている。
同年　10月　音楽ユニット【Chikudo & Friends】として、 国際交流基金主宰の海外公演ツアーに参加。［メンバー／高橋竹童、川崎貴久（尺八）、鈴木健太（津軽三味線）］
チュニジア・エジプト・イラン各地で劇場公演に加え、現地大学にてワークショップを行う。
2013年　9月・10月 錦秋特別公演【芯】に出演。［出演者：中村勘九郎・中村七之助 ／高橋竹童／和太鼓TAO］　2009年、2011年に引き続き第三回目となる。全国9ヵ所の公演に加え、【いわて三陸鎮魂復興祭】として、被災地三陸・浄土ケ浜にてチャリティー公演を行う。